# Coll de les Marrades (Tivissa)
El Coll de les Marrades és una muntanya de 474 metres que es troba al municipi de Tivissa, a la comarca catalana de la Ribera d'Ebre.